# Corrida de Toro
Corrida de Toro (engl. Titel: Million Dollar Abie) ist die 16. Folge der 17. Staffel der Serie Die Simpsons.

## Handlung
Springfield soll ein Franchise für die Football-Liga erhalten. Der für die Vergabe des Franchise zuständige Kommissar, der auf dem Weg zum Stadion ist, wird von den extra für die Bewerbung geänderten Straßennamen verwirrt. Er macht beim Haus der Simpsons Halt, um nach dem Weg zu fragen. Weil alle anderen Familienmitglieder sich bereits im Stadion befinden, ist Abraham Simpson der einzige im Haus. Abe denkt, der Kommissar sei ein Dieb und schlägt ihn deshalb mit einem Golfschläger bewusstlos. Als die anderen Familienmitglieder nach Hause zurückkehren, finden sie den Kommissar gefesselt vor. Nach seiner Befreiung erklärt dieser, dass die Liga nie wieder nach Springfield kommen wird. Daher hat das extra für die Footballmannschaft gebaute Stadion keine Verwendung mehr. Abraham wird daraufhin von allen Bewohnern Springfields gehasst. 
Deswegen wird er depressiv und beschließt zu einem Arzt zu gehen, welcher Sterbehilfe anbietet. Der Versuch schlägt fehl, da die Polizei das Vorhaben stoppt, doch Grampa denkt, er sei tot und wäre im Himmel. Seine Familie erklärt ihm aber, dass er nicht tot sei. Daraufhin sagt Grampa, dass er so froh war tot zu sein, da er in einer Welt ohne Angst lebte. Als bei einer Stadtversammlung über das verlassene Stadion diskutiert wird, schlägt jemand vor, dort Stierkämpfe zu veranstalten. Der mutige Abe will der Matador werden. Trotz der Proteste seiner Enkelin Lisa gegen die Grausamkeit gegenüber den Tieren, tötet Abe beim folgenden Stierkampf den Stier. Daraufhin stellt ihn Lisa zur Rede, doch Abraham wiegelt ihre Argumente ab, da er glücklich ist, nun beliebt zu sein. Auch beim nächsten Stierkampf protestiert Lisa wieder vor dem Stadion, während Abe auf den Stier losgeht. Doch zu ihrer Überraschung tötet er nicht den Stier, sondern befreit sämtliche in der Arena gefangen gehaltenen Stiere aus ihrem Gehege. Die wilden Tiere laufen frei in der Stadt herum und greifen die Menschen an. Doch Lisa und ihr Opa sind mit Hilfe von an Liegestühlen befestigten Ballons entkommen.

## Hintergrund
Der Sterbehilfe-Vorgang beim Arzt spielt auf den Film … Jahr 2022 … die überleben wollen von 1973 an.
Die Episode gewann 2007 den Genesis Award.